# Législature 2018-2023 de la Chambre des députés du Luxembourg
30 octobre 2018 - 24 octobre 2023
(4 ans, 11 mois et 24 jours)

1re session ordinaire : depuis le 30 octobre 2018
Législature 2013-2018 Législature 2023-2028
Au Grand-Duché de Luxembourg, la législature 2018-2023 de la Chambre des députés est un cycle parlementaire qui s'ouvre le 30 octobre 2018,, à la suite des élections législatives du 14 octobre 2018, et s'achève le 24 octobre 2023.
Depuis le 6 décembre 2018, Fernand Etgen est le président de la Chambre des députés.

## Composition de l'exécutif

### Grand-duc de Luxembourg
Lors du passage à la législature 2018-2023, Henri est grand-duc de Luxembourg depuis 18 ans et 23 jours.

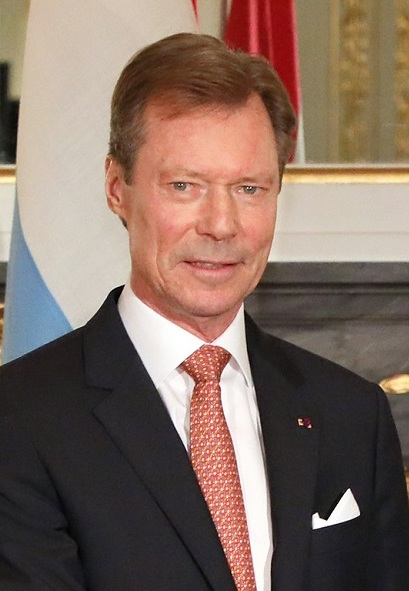
Henri, grand-duc de Luxembourg depuis le 7 octobre 2000.

- Henri,
grand-duc de Luxembourg
depuis le 7 octobre 2000.

### Premier ministre et gouvernement
Xavier Bettel est nommé à la tête du gouvernement le 5 décembre 2018 par Henri. Le gouvernement est reconduit et soutenu par une coalition centriste dite « gambienne » — les couleurs des partis politiques membres de la coalition rappellent du drapeau de la République de Gambie —, entre le Parti ouvrier socialiste luxembourgeois (LSAP), le Parti démocratique (DP) et Les Verts (Gréng).
| Gouvernement | Gouvernement | Gouvernement           | Dates (Durée)                                                   | Parti(s)          | Premier ministre | Composition initiale |
| ------------ | ------------ | ---------------------- | --------------------------------------------------------------- | ----------------- | ---------------- | -------------------- |
|              |              | Gouvernement Bettel II | 5 décembre 2018 - 17 novembre 2023 (4 ans, 11 mois et 12 jours) | LSAP - DP - Gréng | Xavier Bettel    | 17 ministres         |

## Composition de la Chambre des députés

### Résultats des élections législatives de 2018
| Sud Est Centre Nord |

### Composition initiale
| Sud | Est | Centre | Nord |
| --- | --- | --- | --- |
| 1. Jean Asselborn (LSAP)* 2. Nancy Kemp-Arendt (CSV) 3. Marc Baum (Lénk) 4. Dan Biancalana (LSAP)** 5. Alex Bodry (LSAP) 6. Félix Braz (Gréng)* 7. Mars Di Bartolomeo (LSAP) 8. Félix Eischen (CSV) 9. Georges Engel (LSAP) 10. Marc Goergen (PPL)** 11. Gaston Gibéryen (ADR) 12. Pierre Gramegna (DP)* 13. Max Hahn (DP) 14. Jean-Marie Halsdorf (CSV) 15. Fernand Kartheiser (ADR) 16. Dan Kersch (LSAP)* 17. Josée Lorsché (Gréng) 18. Georges Mischo (CSV)** 19. Claude Meisch (DP)* 20. Gilles Roth (CSV) 21. Marc Spautz (CSV) 22. Roberto Traversini (Gréng) 23. Michel Wolter (CSV) | 1. Gilles Baum (DP) 2. Lex Delles (DP) 3. Carole Dieschbourg (Gréng)* 4. Léon Gloden (CSV) 5. Françoise Hetto (CSV) 6. Octavie Modert (CSV) 7. Nicolas Schmit (LSAP)* | 1. Guy Arendt (DP)* 2. Marc Angel (LSAP) 3. Diane Adehm (CSV) 4. François Bausch (Gréng)* 5. Xavier Bettel (DP)* 6. Simone Beissel (DP) 7. François Benoy (Gréng)** 8. Corinne Cahen (DP)* 9. Sven Clement (PPL) ** 10. Paul Galles (CSV) ** 11. Marc Lies (CSV) 12. Charles Margue (Gréng)** 13. Laurent Mosar (CSV) 14. Lydie Polfer (DP) 15. Viviane Reding (CSV)** 16. Roy Reding (ADR) 17. Etienne Schneider (LSAP)* 18. Sam Tanson (Gréng) 19. Claude Wiseler (CSV) 20. Serge Wilmes (CSV) 21. David Wagner (Lénk) | 1. André Bauler (DP) 2. Emile Eicher (CSV) 3. Jeff Engelen (ADR)** 4. Fernand Etgen (DP)* 5. Martine Hansen (CSV) 6. Ali Kaes (CSV) 7. Marco Schank (CSV) 8. Romain Schneider (LSAP)* 9. Claude Turmes (Gréng)* |
| * Membres du gouvernement sortant ** Nouveaux élus | | | |

### Modifications à la composition de la Chambre
| Sud | Est                                                                | Centre | Nord                                                                      |
| --- | ------------------------------------------------------------------ | --- | ------------------------------------------------------------------------- |
| 1. Eugène Berger (DP) 2. Yves Cruchten (LSAP) 3. Gusty Graas (DP) 4. Marc Hansen (Gréng) 5. Lydia Mutsch (LSAP) | 1. Tess Burton (LSAP) 2. Henri Kox (Gréng) 3. Carole Hartmann (DP) | 1. Guy Arendt (DP) 2. Carlo Back (Gréng) 3. Djuna Bernard (Gréng) 4. Frank Colabianchi (DP) 5. Joëlle Elvinger (DP) 6. Franz Fayot (LSAP) | 1. Stéphanie Empain (Gréng) 2. Fernand Etgen (DP) 3. Claude Haagen (LSAP) |

### Bureau de la Chambre des députés
Le Bureau est composé d'un président, de trois vice-présidents et de sept membres au plus. Le Secrétaire général fait partie du Bureau, sans toutefois pouvoir participer aux votes.
La première séance publique de la nouvelle session parlementaire 2018-2019 a été présidée par le candidat élu le plus ancien en rang, Gast Gibéryen. Il a été assisté par les deux candidats élus les plus jeunes en âge, à savoir Sven Clement et François Benoy.
| Fonction        | Titulaire | Titulaire          | Circonscription | Groupe |
| --------------- | --------- | ------------------ | --------------- | ------ |
| Président       |           | Fernand Etgen      | Nord            | DP     |
| Vice-présidents |           | Mars Di Bartolomeo | Sud             | LSAP   |
| Vice-présidents |           | Claude Wiseler     | Centre          | CSV    |
| Vice-présidents |           | Henri Kox          | Est             | Gréng  |
| Membres         |           | Alex Bodry         | Sud             | LSAP   |
| Membres         |           | Martine Hansen     | Nord            | CSV    |
| Membres         |           | Josée Lorsché      | Sud             | Gréng  |
| Membres         |           | Gast Gibéryen      | Sud             | ADR    |
| Membres         |           | Lydie Polfer       | Centre          | DP     |
| Membres         |           | Marc Spautz        | Sud             | CSV    |
| Membres         |           | Simone Beissel     | Centre          | DP     |

Le Secrétaire général de la Chambre s'appelle Claude Frieseisen.

### Groupes et sensibilités parlementaires
La Chambre des députés compte au 16 novembre 2018, quatre groupes parlementaires, un groupe technique et une sensibilité politique.
|  | Parti démocratique (lb) Demokratesch Partei                                              | 12 / 60 | - Eugène Berger (2018-2020) - Gilles Baum, (depuis 2020) | Gouvernement |  |  |
|  | Parti ouvrier socialiste luxembourgeois (lb) Lëtzebuerger Sozialistesch Aarbechterpartei | 10 / 60 | - Alex Bodry (2018-2019) - Georges Engel (depuis 2019)   | Gouvernement |  |  |
|  | Les Verts (lb) déi gréng                                                                 | 9 / 60  | Josée Lorsché                                            | Gouvernement |  |  |
|  | Parti populaire chrétien-social (lb) Chrëschtlech-Sozial Vollekspartei                   | 21 / 60 | Martine Hansen                                           | Opposition   |  |  |
|  |                                                                                          |         |                                                          |              |  |  |
|  | Parti réformiste d'alternative démocratique (lb) Alternativ Demokratesch Reformpartei    | 4 / 60  | -                                                        | Opposition   |  |  |
|  | Parti pirate (lb) Piratepartei Lëtzebuerg                                                | 2 / 60  | -                                                        | Gouvernement |  |  |
|  | La Gauche (lb) déi Lénk                                                                  | 2 / 60  | -                                                        | Opposition   |  |  |

### Présidences de commissions
Au cours de la séance publique du 7 décembre 2018, les 60 députés ont constitué 22 commissions permanentes et trois commissions réglementaires.
Les commissions parlementaires doivent être composées de cinq membres au minimum et de quinze membres au maximum. La proposition de modification du règlement de la Chambre avait comme objectif de porter le nombre maximal d'une commission parlementaire de 14 à 15.
| Commissions permanentes                                                                                           | Présidents | Présidents         | Groupes |
| --- | ---------- | ------------------ | ------- |
| Commission des Affaires étrangères et européennes, de la Coopération, de l’Immigration et de l’Asile              |            | Marc Angel         | LSAP    |
| Commission des Affaires intérieures et de l’Egalité entre les femmes et les hommes                                |            | Dan Biancalana     | LSAP    |
| Commission de l’Agriculture, de la Viticulture et du Développement durable                                        |            | Tess Burton        | LSAP    |
| Commission du Contrôle de l’exécution budgétaire                                                                  |            | Diane Adehm        | CSV     |
| Commission des Classes moyennes et du Tourisme                                                                    |            | Joëlle Elvinger    | DP      |
| Commission de la Culture                                                                                          |            | Djuna Bernard      | Gréng   |
| Commission de la Digitalisation, des Médias et des Communications                                                 |            | Guy Arendt         | DP      |
| Commission de l’Économie, de la Protection des Consommateurs et de l’Espace                                       |            | Franz Fayot        | LSAP    |
| Commission de l’Éducation nationale, de l’Enfance, de la Jeunesse, de l’Enseignement supérieur et de la Recherche |            | Gilles Baum        | DP      |
| Commission de l’Environnement, du Climat, de l’Énergie et de l’Aménagement du Territoire                          |            | François Benoy     | Gréng   |
| Commission de la Famille et de l’Intégration                                                                      |            | Max Hahn           | DP      |
| Commission des Finances et du Budget                                                                              |            | André Bauler       | DP      |
| Commission de la Fonction publique                                                                                |            | Gusty Graas        | DP      |
| Commission des Institutions et de la Révision constitutionnelle                                                   |            | Alex Bodry         | LSAP    |
| Commission de la Justice                                                                                          |            | Charles Margue     | Gréng   |
| Commission du Logement                                                                                            |            | Henri Kox          | Gréng   |
| Commission de la Mobilité et des Travaux publics                                                                  |            | Carlo Back         | Gréng   |
| Commission de la Santé et des Sports                                                                              |            | Mars Di Bartolomeo | LSAP    |
| Commission de la Sécurité intérieure et de la Défense                                                             |            | Stéphanie Empain   | Gréng   |
| ommission du Travail, de l’Emploi et de la Sécurité sociale                                                       |            | Georges Engel      | LSAP    |
| Commission des Pétitions                                                                                          |            | Nancy Arendt       | CSV     |
| Commission de vérification des pouvoirs                                                                           |            | Sven Clement       | PPL     |
| Commissions réglementaires                                                                                        | Présidents | Présidents         | Groupes |
| Commission des Comptes                                                                                            |            | Marc Lies          | CSV     |
| Commission de Contrôle parlementaire du Service de Renseignement de l’État                                        |            | Martine Hansen     | CSV     |
| Commission du Règlement                                                                                           |            | Roy Reding         | ADR     |